# Георги Тахов
 Тази статия е за българския литературен историк.  За българския политик вижте Георги Тахов (политик).  
Георги Иванов Тахов е български литературен историк, критик, публицист, есеист и поет.

## Биография
Роден е в 1932 година в София в семейство на македонски българи. Племенник е на фолклориста Наум Тахов. Завършва ВИТИЗ през 1952 г. Работи като редактор в Радио София през 1960 г., през 1967 г. издателство „Народна младеж“, в периода 1972 – 1984 г. в-к „Пулс“, през 1985 г. сп. „Факел“. Същата година става един от 20-ината арестувани във връзка с акростиха „Долу Тодор Живков“ във в-к „Пулс“. Лишен е от право на работа до края на 1989 г. От 1990 г. е редактор във в-к „Литературен фронт“.
Избран за общински съветник от листата на Федерация Царство България и изтеглен, след като се разкрива, че е бил сътрудник на бившата Държавна сигурност.
След кратко боледуване умира в София на 17 ноември 1999 г.